# Das Abenteuer des van Dola
Das Abenteuer des van Dola ist ein deutsches Stummfilmdrama aus dem Jahre 1915 von Rudolf del Zopp und mit Friedrich Zelnik und der Titelrolle. Die Geschichte basiert auf einer Vorlage von E.T.A. Hoffmann.

## Handlung
Van Dola ist ein wohlhabender, schwärmerischer Jüngling, der ganz vernarrt in das mechanische Kunstwerk einer Puppe ist, die einer wahrhaften Frau aus Fleisch und Blut namens Felicitas nachempfunden ist. Doch Felicitas, einst ein Findelkind, ist gefangen in einer als zutiefst unglücklich empfundenen Ehe. Van Dola erkennt, dass das Wohlergehen von Puppe und ihrem menschlichen Urbild ursächlich zusammenhängen. Seine Liebe und die Willenskraft lässt alles zum Guten verwenden, und zum Schluss heißt es: „Der Spuk ist vergessen, verdrängt vom lebenswerten Sein.“

## Produktionsnotizen
Das Abenteuer des van Dola passierte die Filmzensur im August 1915 und wurde im November desselben Jahres in Berlin uraufgeführt. Der Dreiakter besaß eine Länge von etwa 1280 Meter, eine gekürzte Fassung war rund 1100 Meter lang. Am 3. Dezember 1915 fand die Wiener Premiere statt.

## Kritiken
„Man hat es hier mit der sehr geschickten Bearbeitung eines Motivs von E. T. A, Hofmann zu tun, das auch schon für den einen Akt von Hoffmanns Erzählungen den Stoff geliehen hat.  (…) In der männlichen Hauptrolle zeigt sich wieder Friedrich Zelnik als meisterlicher Filmdarsteller, dem eine erstaunliche Ausdrucksfähigkeit des Mienenspiels zu Gebot steht, und der mit kräftiger Plastik zu gestalten weiß.“

Die Wiener Allgemeine Zeitung schreibt: „Man erfreut sich der wirklich herrlichen Szenerien, der geschickten Inszenierung und des wahrhaft vortrefflichen Spiels.“. 